# 흔해빠진 세계관의 등장인물 목록
이하는 대한민국의 만화가 폴빠가 구축한 하이 판타지 세계관 흔해빠진 세계관의 등장인물 목록이다.
불멸자는 탄생한 순서대로, 필멸자는 기준으로 가나다순 정렬.

## 불멸자
빛
창조주이자 최고신이다. 태초부터 원래 있었다. 그러다 자신이 혼자라는 사실을 깨닫자 외로움을 느꼈고, 이때 부정적 감정이 분리되어 어둠이 태어났다. 그러나 어둠에게서 본능적으로 거부감을 느껴 선제공격을 했고, 이때 생명과 죽음이 생겨났다.
현신할 때는 주로 숯을 목걸이처럼 두르고 커다란 망치를 든, 불타는 머리카락을 가진 여성의 모습으로 나타난다.
어둠
생명
죽음
심연
빛이 요정과 인간을 창조하자 어둠이 이에 대항하기 위해 자신의 한쪽 눈을 빼서 만들어낸 존재. 원래는 그저 "존재"하기만 할 뿐인 이상한 것이었지만, 사고로 빛과 어둠이 심연에 빨려들어갔다가 나오자 자의식을 얻게 되었다.
자의식을 얻게 된 심연은 자신이 다른 신들보다 우월함을 선언했고, 이에 생명과 죽음이 저주를 걸어 그를 막았다. 심연은 필멸자와 같이 사그라들어 땅으로 추락했는데, 지상의 인간들에게 깃들어 "이성"이라는 이름으로 기생하며 살아가게 된다.
현신할 때는 시계태엽 오렌지의 알렉스처럼 짝짝이 속눈썹을 하고 한니발 렉터처럼 입에 구속 마스크를 쓴 채 구속복을 입고 있는 남성의 모습으로 나타난다.
광기

## 필멸자

### ㄱ
가르강
피르벤의 건국시조. 흩어져 있던 여러 부족들을 힘으로 찍어누르고 산왕이 되었다. 통일국가를 만들었지만 오래도록 후사가 없어 자신이 죽고 나면 나라가 도로 분열할 것을 걱정했다. 어느날 이름모를 예언자에게서 북쪽 끝에서 용의 아이를 찾아와 후계자로 삼으라는 예언을 듣게 되고, 헛소리 한다고 예언자를 죽여버린다. 그래도 밑져야 본전이라고 용의 아이를 찾아오라는 방을 써 붙인다.
그러나 이후 용의 아이들이라고 찾아오는 것들은 모두 가짜거나 얼간이들 뿐이라 오는 족족 모두 죽여버린다. 스트레스가 쌓여서 사냥을 나갔다가 산양을 만나 쫓다 길을 잃고 켈라세논을 만난다. 켈라세논의 그릇을 알아보고 마겐의 방패를 들 수 있을 만큼 힘이 세지면 자신을 찾아오라고 말한다.
나중에 용의 힘을 얻게 된 켈라세논이 찾아와 가짜 켈라세논(사실 쌍둥이)과 순백의 화염룡을 무찌르자 자신의 눈이 틀리지 않았다며 켈라세논을 후계자로 삼는다.
겔반 로웰
브라빈의 서전트. 힌스트와 피르벤 사이의 미묘한 외교관계 때문에 내내 팔두인과 투닥거린다.
그랑델

그레고리 엘름
브리오덴 왕국의 궁정 학자로 세계의 신화와 역사를 기록하여 책으로 쓰고 있다. 젊었을 때 린하르트 왕의 원정을 따라갔다가 서쪽 숲에서 요정들과 마주했다. 이때 올라비에게 추방당한 지니에를 맡게 되었고, 노년이 될 때까지 교감을 나눈다.
올라비가 지니에를 데려오라고 르노렌과 에이론을 파견한 시점에서 노환으로 사망한다. 지니에는 그를 살리기 위해 에이론의 청마법서로 죽음과의 계약을 시도하지만, 죽음은 엘름을 살려주는 대신 엘름의 기억과 지니에의 시력을 앗아간다.
서쪽 숲에 도착한 이후 지니에가 어둠과 이중계약을 하면서 기억을 되찾게 되었다. 로르뷔뇰에게 어둠의 눈을 받아 그 사용법을 익혀 어둠으로부터 숨는 법을 배운다. 감옥에 갇힌 지니에를 탈옥시킨 뒤 죽음의 낫에 함께 찍혀 어둠과의 연결이 끊어진다.
이후 숲 바깥에서 벌어진 싸움의 난장판 와중에 르노렌, 지니에와 함께 광기에게 집어삼켜지는데, 이 과정에서 어둠의 눈을 깨먹는다. 광기가 힘을 잃어 탈출한 뒤에는 싸움이 끝날 때까지 르노렌, 지니에와 함께 굴 속에 숨어 있었는데 싸움이 끝난 뒤 먼저 나간 르노렌이 나오라고 할 때 두 사람은 나가지 않는다. 이후 행방이 묘연해졌다는 언급과 함께 더 이상 등장 없음.
그레나즈 바드미

### ㄴ
노툰

### ㄷ
데이빗
유랑극단 소속 마술사. 주특기는 토끼 마술.

### ㄹ
라프너
아스타드 유랑극단의 단장이자 극작가.  《흔해빠진 세계관 만화》 결말에서 엘름의 증손자 그리고리에게 "엘프"의 표기가 "요정"으로 바뀐 것을 고의로 안 알려줘서 엿을 먹였다. 흔해빠진 세계관의 요정들이 모두 그렇듯이 입이 험하고 행동이 거칠다. 삼백안이라서 외모상 인상까지 다른 요정들보다 더 더러워 보인다.
모종의 이유로 극단을 이끌고 서쪽으로 도망치듯이 이동하고 있다. 본래 인간세상을 탐망하는 간첩이었으나 파벨과 눈이 맞아 요정들을 배신하고 도망쳤기에 요정왕 올라비에게 증오받는다. 공작 작위도 가지고 있다.
채식주의자이며 술이 약하다.
라니르 할벤

라빈가르

레룸

로르뷔뇰

롤핀

뢰베 라이히르

루아니 아센다르

루안 아센다르

루테 바드미

르귄 이루인

르노렌 아륑

53년 사이에는 에이론 튜릭이 청마법사 집단자살 때 죽자 자기도 따라 죽으려고 자살했다가 적마법회 대부가 자기 목숨을 바쳐 그녀를 살려낸 이유로 차기 대모 자리를 떠맡게 되었다. 이후 대부를 대신해 올라비가 죽을 때가 되면 자기 수명을 그에게 넘겨주기 위해 따라다닌다. 라프너와도 친구 사이다.
리트란델

린하르트 라이히르

### ㅁ
마이런 이스겐

뮤라니 아센다르

### ㅂ
바프랑 1세

바프랑 2세

발타론
올드릭의 부하. 용병자치구 포위 당시 아렌엘과 대치하다가 지붕 위에서 르귄이 쏜 쇠뇌살에 맞아 죽는다.
발트라우스 라그니

벤텔 할벤

보론

브라빈 이스겐
힌스트의 다섯 왕자 중 막내로 현재 생존중인 두 왕자 중 한 명이다. 나이는 삼십 줄. 힌스트 서부국경의 방어를 담당하고 있다. 라프너와 면식이 있으며 그녀를 스승님이라고 부른다.

### ㅇ
아렌엘
용병자치구 용병단장.
아리나
힌스트 출신으로 부모를 잃고 고아가 된 여자아이. 파벨이 거두어서 데리고 다닌다. 라프너를 할머니라고 불렀다가 얻어맞거나 힌스트의 위병을 발로 걷어차는 등 철없는 모습을 보인다. 그러면서도 요정 귀가 내려가는 걸 보고 거짓말인 걸 알아채거나 떼쓰기가 더 이상 통하지 않는다고 투덜거리는 등 영악한 면도 있다.
아스문드

아스트리드 스벵겔

아인드라드

에레보스

에드윈
올드릭의 부하. 용병자치구 제압이 끝난 뒤 용병단 참관인으로 부임한다.
에이론 튜릭

올드릭 베른하임

올라비

53년 뒤 시점에서는 사슴뿔 모양의 왕관을 쓰고 있다. 인간 대표들을 만나기 위해 동쪽으로 가던 중 라프너 일행과 마주치고 그녀에게 자신들이 친구사이가 아니었다면 진작 양 귀를 잘라내고 토굴에 처박아 놨을 거라고 으름장을 놓는다. 50년 사이 고생을 많이 했는지 유쾌하고 인자했던 전작에서의 모습에 비해 성격이 매우 괴팍해졌고 인상도 신경질적으로 변했다.
율리안 바드미

일레인

### ㅈ
제라누 포르투

젤러

줄리아

지니에 플로렌

### ㅋ
켈라세논

클라렛

### ㅍ
파벨
유랑극단 배우. 세글렌 출신이며 대머리에 긴 흰 수염을 기른 노인이다. 과거 “시장 바닥에서 쇠고랑 차고 있는 걸” 라프너가 구해줬는데 10년만에 노인이 되어 버렸다는데 그 이유는 아직 밝혀지지 않았다. 라프너의 담배를 훔쳐 피우고 있다.
정황상 라프너와는 단순한 친구가 아닌 연인 내지 섹스 파트너 관계인 것으로 보인다.
팔두인
피르벤의 하코넨 성주의 동생이자 그 호위기사. 직설적인 성격에 건장하고 험악한 인상의 전사다. 라프너와는 욕을 주고받는 악우 사이. 데이빗의 마술을 보고 손장난 하지 말라고 으름장을 놓다가 아무도 없을 때 마술도구를 뒤적이며 신기해하는 의외의 모습도 보인다.
페이코

플라나리 바드미

필른라드 스벵겔

### ㅎ
호튼

히르니르